# Тарга Ньюфаундленд

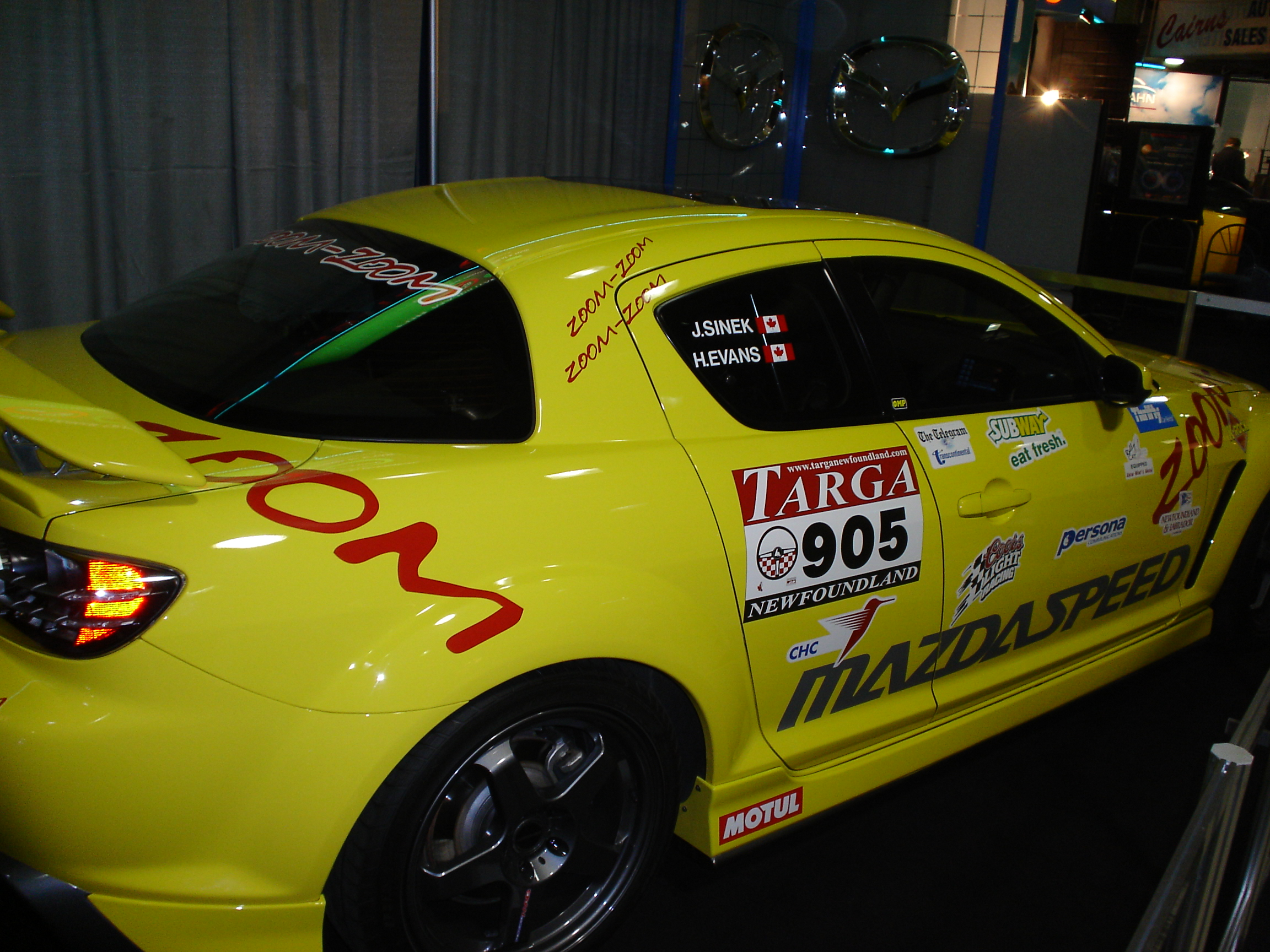
Mazda RX-8, переоборудованная для ралли, на автомобильной выставке 2005 Canadian International Autoshow

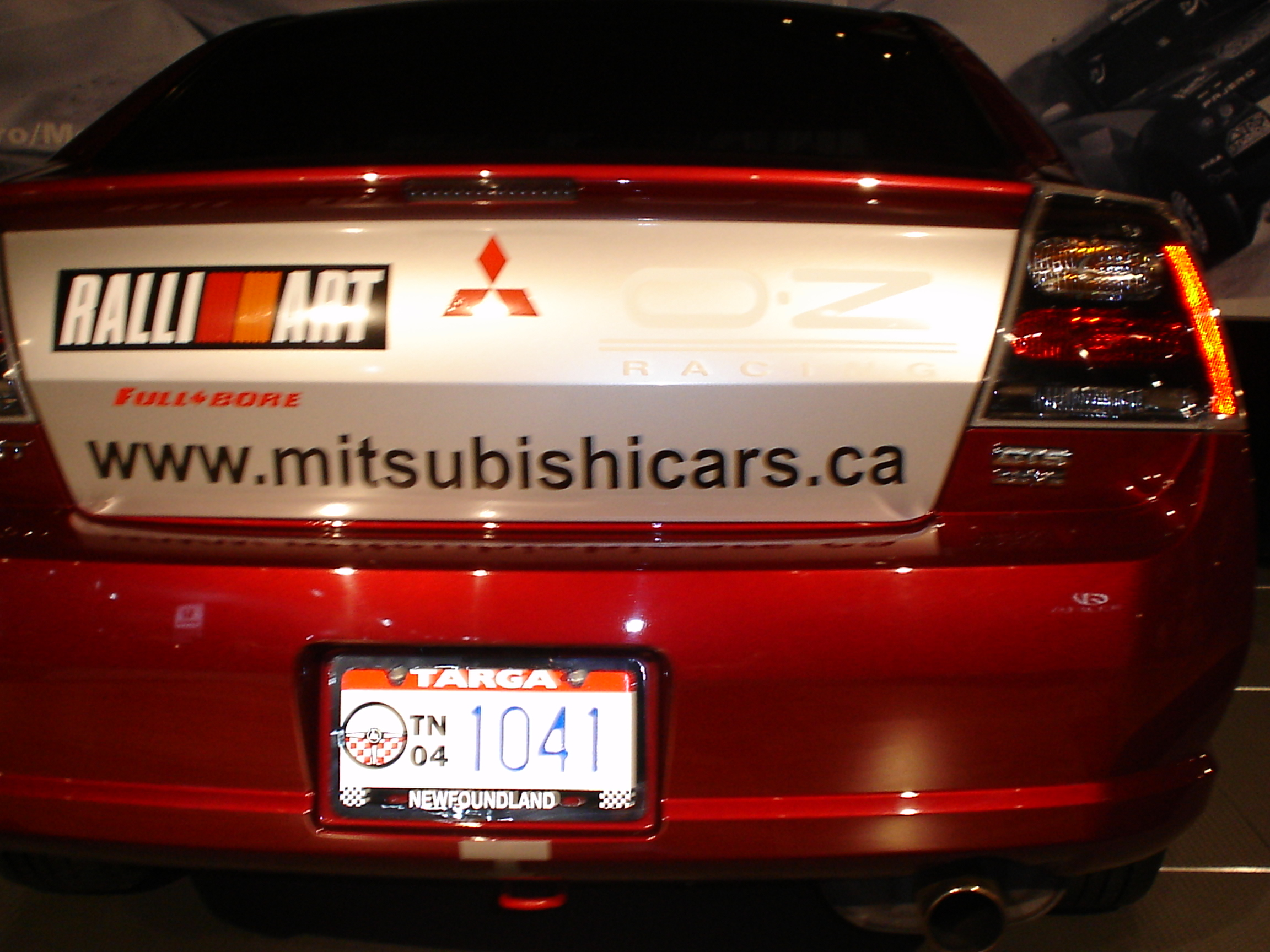
Стекло кузова типа «тарга» на Mitsubishi Galant

Тарга Ньюфаундленд (англ. Targa Newfoundland) — ежегодное авторалли, проходящее в сентябре в восточной и центральной частях Ньюфаундленда. Протяжённость всего гоночного маршрута составляет 2200 км. В ралли участвуют исторические, классические и современные спортивные автомобили с кузовом типа тарга, специально доработанные для участия в ралли. В организации ралли участвуют более 2200 волонтёров и члены более 70 организаций Ньюфаундленда.
В 2019 году ралли не состоялось.

## Типы соревнований
Выделяются следующие классификации, проходящие нередко на одних и тех же этапах и участках:
- Fast Tour — несоревновательное мероприятие, в котором владельцы экзотических автомобилей испытывают их качества в отсутствии психологического давления.
- Grand Touring — ралли на время прохождения и на сохранение средней скорости, установленной организаторами. Экипаж, показавший лучшее время и наиболее близкая к средней скорости, получит приз в этой классификации.
- Targa — целью является прохождение этапов в определённый временной промежуток, который устанавливается на базе возраста, массы и уровня модификации автомобиля. Экипаж, который уложится во время на каждом этапе, получит тарелку «Тарга» в качестве приза в этой классификации.

Призы вручаются не только победителям на тех или иных этапах и победителям всей классификации, но и лучшим национальным командам и лучшим новичкам.

## Формат ралли
Старт и финиш ралли проходят в Сент-Джонсе. По состоянию на 2016 год ралли включало в себя следующие этапы:
- Пролог (11 сентября) — Флэтрок и Болайн
- Этап 1 (12 сентября) — полуостров Авалон
- Этап 2 (13 сентября) — полуостров Норт-Бёрин
- Этап 3 (14 сентября) — полуостров Саут-Бонависта
- Этап 4 (15 сентября) — полуостров Норт-Бонависта
- Этап 5 (16 сентября) — полуостров Авалон

## Победители

### Классификация Targa
| Год  | Гонщик                                                                                                 | Штурман                                                                                              | Автомобиль                                                                                                  | Штрафное время       |
| ---- | --- | --- | --- | -------------------- |
| 2002 | Лен Кэттлин                                                                                            | Гэйл Кэттлин                                                                                         | 1967 Ford Mustang Fastback                                                                                  | 0:01:36              |
| 2003 | Билл Арнольд                                                                                           | Питер Гуадженти                                                                                      | 1972 BMW Bavaria                                                                                            | 0:00:38              |
| 2004 | Билл Арнольд                                                                                           | Тамара Халл                                                                                          | 1972 BMW Bavaria                                                                                            | 0:00:10              |
| 2005 | Билл Арнольд                                                                                           | Алан Райалл                                                                                          | 1972 BMW Bavaria                                                                                            | 0:00:45              |
| 2006 | Глен Кларк                                                                                             | Эван Гэмблин                                                                                         | 1979 Porsche 911                                                                                            | 0:02:30              |
| 2007 | Рой Хопкинс                                                                                            | Эдриенн Хьюз                                                                                         | 1969 BMW 2002                                                                                               | 0:01:46              |
| 2008 | Рой Хопкинс                                                                                            | Эдриенн Хьюз                                                                                         | 1969 BMW 2002                                                                                               | 0:00:25              |
| 2009 | Рой Хопкинс                                                                                            | Эдриенн Хьюз                                                                                         | 1969 BMW 2002                                                                                               | 0:00:10              |
| 2010 | Скотт Джанну                                                                                           | Рэй Фелайс                                                                                           | 1981 Porsche 911 SC                                                                                         | 0:00:58              |
| 2011 | Скотт Джанну                                                                                           | Рэй Фелайс                                                                                           | 1981 Porsche 911 SC                                                                                         | 0:01:04              |
| 2012 | Эндрю Комри-Пикар                                                                                      | Брайан О’Кейн                                                                                        | 2006 Mitsubishi Evo IX                                                                                      | 0:00:26              |
| 2013 | Дэн Ауэйда                                                                                             | Тина Ауэйда                                                                                          | 2008 Ford Mustang FR500S                                                                                    | 0:03:07              |
| 2014 | Мэттью Олдфорд                                                                                         | Брайан Олдфорд                                                                                       | 2004 Subaru WRX Sti                                                                                         | 0:02:07              |
| 2015 | Жан-Люк Беджерон                                                                                       | Иван Туркот                                                                                          | 1999 Subaru RS2                                                                                             | 0:00:40              |
| 2016 | Людовик Лонье                                                                                          | Лориян Лонье                                                                                         | 2008 Subaru WRX Sti                                                                                         | 0:00:12              |
| 2017 | Три победителя Джек Роджерс (Targa Classic) Джон Хьюм-младший (Targa Modern) Джош Коллинс (Targa Open) | Три победителя Си-Джей Страпп (Targa Classic) Джастин Крант (Targa Modern) Мэтт Коллинс (Targa Open) | Три победителя 1965 Ford Mustang (Targa Classic) 2004 BMW M3 (Targa Modern) 1995 Acura Integra (Targa Open) | нет данных           |
| 2018 | Три победителя (Classic, Modern, Open)                                                                 | Три победителя                                                                                       | Три победителя                                                                                              |                      |
| 2019 | ралли не проводилось                                                                                   | ралли не проводилось                                                                                 | ралли не проводилось                                                                                        | ралли не проводилось |

### Классификация Grand Touring
| Год  | Гонщик                   | Штурман                 | Автомобиль               | Штрафное время       |
| ---- | ------------------------ | ----------------------- | ------------------------ | -------------------- |
| 2002 | Алан Райалл              | Каролин Райалл          | 2002 Subaru Impreza WRX  | 0:00:00              |
| 2003 | Жан-Франсуа Дроле        | Реджин Бьюли            | 2004 Infiniti G35 Coupe  | 0:00:00              |
| 2004 | Жан-Франсуа Дроле        | Реджин Бьюли            | 2004 Infiniti G35 Coupe  | 0:00:04              |
| 2005 | Брайан Крокатт           | Гэйл Уолкер             | 1987 BMW 535i            | 0:00:16              |
| 2006 | Брюс Террис              | Эндри Праудфут          | 1991 Subaru Legacy Turbo | 0:00:06              |
| 2007 | Алан Кирли               | Грег Мартин             | 2004 Mazda 3 Sport GT    | 0:00:18              |
| 2008 | Джон Вандермирден        | Стью Леманн             | 2008 Lotus Elise         | 0:00:03              |
| 2009 | Фердинанд Трауттмансдорф | Кристофр Трауттмансдорф | 1990 BMW 325i            | 0:00:00              |
| 2010 | Алан Таунсли             | Дэвид Фюрманн           | 2003 Acura RSX           | 0:00:02              |
| 2011 | Джастин Крант            | Джастин Расселл         | 1997 VW Golf trek        | 0:00:00              |
| 2012 | Джон Хьюм-старший        | Крэйг Макмаллен         | 2011 BMW 335is           | 0:00:16              |
| 2013 | Джон Ридделл             | Брайар Деланж           | 2008 BMW 135i            | 0:00:14              |
| 2014 | Джон Хьюм-старший        | Крэйг Макмаллен         | 2013 Mini JCW GP         | 0:00:13              |
| 2015 | Маринус Дамм             | Рене Дамм               | 2012 BMW 328xiT          | 0:01:43              |
| 2016 | Маринус Дамм             | Рене Дамм               | 2001 Porsche 996         | 0:00:05              |
| 2017 | Джон Хьюм-младший        | Кристина Кронер         | 2013 Mini JCW GP         | 0:00:22              |
| 2018 | Марк Риттенхаус          | Дэн Спронгл             | Mitsubishi EVO X         |                      |
| 2019 | ралли не проводилось     | ралли не проводилось    | ралли не проводилось     | ралли не проводилось |